# Anizy-le-Château
Anizy-le-Château era una comuna francesa, situada en el departamento de Aisne, de la región de Alta Francia, que el 1 de enero de 2019 pasó a ser una comuna delegada y la cabecera de la comuna nueva de Anizy-le-Grand.

## Geografía
Está situada a orillas del río Aisne, a 14 km al suroeste de Laon.

## Demografía
| 1 526 | 1 713 | 1 788 | 1 926 | 1 896 | 1 903 | 1 900 | 1 956 |
| Para los censos de 1962 a 1999 la población legal corresponde a la población sin duplicidades (Fuente: INSEE [Consultar]) |       |       |       |       |       |       |       |